# Niall Breen
Niall Breen (* 8. Mai 1986 in Dundalk) ist ein irischer Rennfahrer.
Breen begann seine Motorsportkarriere 1994 im Kartsport, in dem er bis 2003 aktiv war. 2005 wechselte der Ire in den Formelsport und gab sein Debüt in der britischen Formel BMW, in der er den elften Gesamtrang belegte. Nachdem er im Winter den Vizemeistertitel der britischen Formel-Renault-Wintermeisterschaft gewonnen hatte, sicherte er sich 2006 mit neun Siegen den Meistertitel der britischen Formel BMW. 2007 wechselte der Nachwuchsrennfahrer zu Carlin Motorsport in die britische Formel-3-Meisterschaft und belegte mit einem Sieg den fünften Gesamtrang. 2008 wechselte Breen in die Formel-3-Euroserie zu Manor Motorsport. Mit einem zweiten Platz als bestes Resultat belegte der Ire, der an den letzten zwei Rennwochenenden nicht mehr teilgenommen hatte, am Ende der Saison den 16. Platz in der Gesamtwertung.
2009 war Breen in keiner Rennserie aktiv. 2010 startete er im Porsche Supercup, trat dort allerdings nur beim ersten Rennwochenende an.

## Karrierestationen
- 1994–2003: Kartsport
- 2005: Britische Formel BMW (Platz 11)
- 2006: Britische Formel BMW (Meister)
- 2007: Britische Formel-3-Meisterschaft (Platz 5)
- 2008: Formel-3-Euroserie (Platz 16)